# Franz Wachter (Politiker)

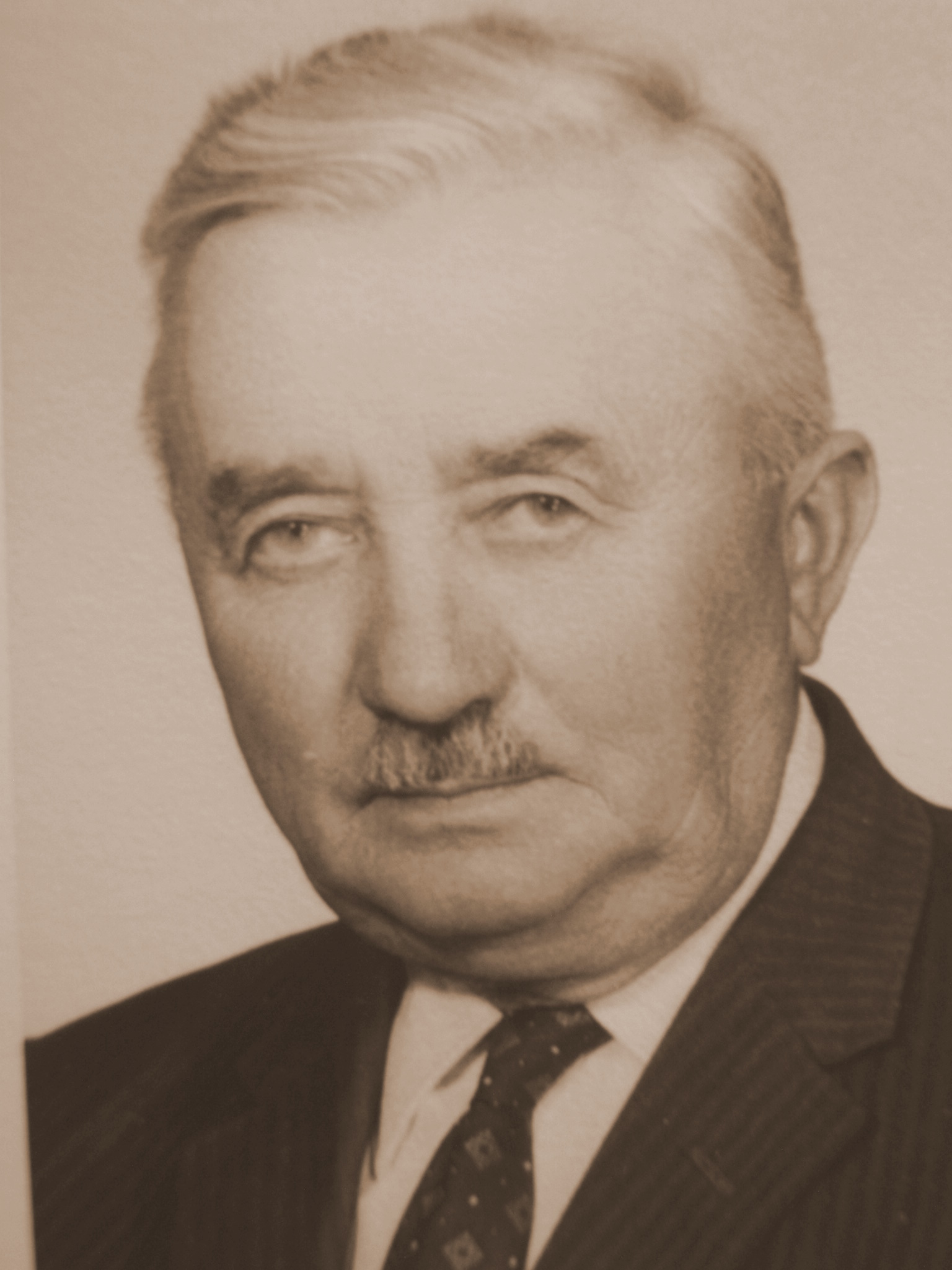
Bürgermeister Wachter Franz, 1965

Franz Wachter (* 3. Dezember 1902 in Deutsch Schützen; † 5. Juni 1992 ebenda) war ein österreichischer Landwirt und Politiker (ÖVP). Er war von 1949 bis 1953 Abgeordneter zum Burgenländischen Landtag.

## Leben
Franz Wachter wurde als Sohn des Landwirts und Kaufmanns Josef Wachter geboren. Er besuchte die Volksschule in Deutsch Schützen und war danach als Landwirt tätig. Wachter arbeitete auch im elterlichen, landwirtschaftlichen Betrieb mit und war im Zweiten Weltkrieg unabkömmlich gestellt. Zuletzt war Wachter im Volkssturm eingesetzt.
Franz Wachter war in erster Ehe verheiratet mit Rosa (* 26. August 1906; † 29. Oktober 1940). Der Ehe entstammten drei Kinder. In zweiter Ehe war er verheiratet mit Pauline (* 24. Jänner 1920; † 20. März 1999).

## Politik
Wachter trat 1945 der ÖVP bei und war am Aufbau der ÖVP im Bezirk Oberwart beteiligt. Er war Ortsparteiobmann des ÖVP-Bauernbundes und von 1954 bis 1967 Bürgermeister von Deutsch Schützen.
Wachter vertrat die ÖVP vom 4. November 1949 bis zum 19. März 1953 im Landtag. Sowohl sein Vater Josef Wachter als auch sein Bruder Felix Wachter waren ebenfalls Abgeordnete zum Burgenländischen Landtag.